# Jungle Nights In Harlem
Pour les articles homonymes, voir Harlem (homonymie).
 (avril 2025).
Clip vidéo
[vidéo] « Jungle Nights in Harlem - Duke Ellington », sur YouTube
Jungle Nights In Harlem (Nuits de style Jungle à Harlem, en anglais) est un standard de jazz de Duke Ellington,, enregistré en disque 78 tours à New York en 1930.

## Histoire

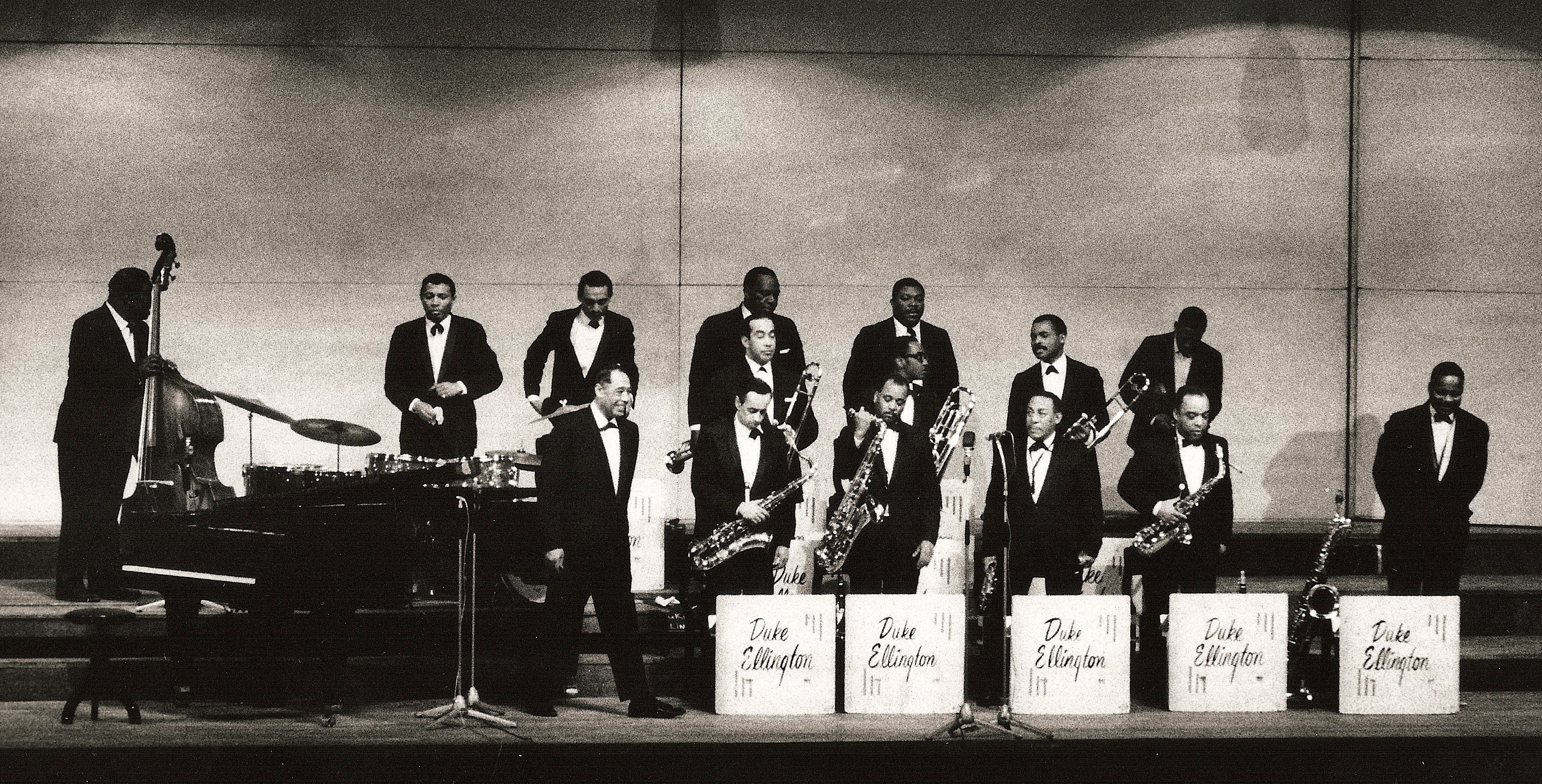
Duke Ellington et son orchestre big band jazz (1963).

Ce titre est une des nombreuses compositions « style Jungle» de Duke Ellington, sur le thème de « l’ambiance nocturne effervescente de la période Renaissance de Harlem » de l'ère du jazz et des Années folles-Roaring Twenties américaines (années vrombissantes, ou années rugissantes). 
Il l'interprète et l'enregistre avec succès en disque 78 tours chez RCA Victor (avec Old Man Blues en face A), avec son big band jazz « Cotton Club Orchestra » durant sa période Cotton Club de Harlem, de Manhattan à New York, où il se produit en vedette de 1927 à 1931. Ce célèbre cabaret club de jazz newyorkais de l'époque dispose alors de son propre matériel de diffusion radiophonique pour diffuser la production musicale de ses spectacles (dont celle de Duke Ellington) en direct sur des radios nationales américaines. 

## The Cotton Club Orchestra
Le big band « Cotton Club Orchestra » de Duke Ellington se compose de lui même au piano, et de sa section cuivre avec Arthur Whetsol, Freddie Jenkins (en), Cootie Williams, Joe Nanton, Juan Tizol, Johnny Hodges, Harry Carney, et Barney Bigard, avec Fred Guy au banjo, Wellman Braud à la contrebasse et Sonny Greer à la batterie,.